# TV Kirimurê
TV Kirimurê é uma emissora de televisão brasileira sediada em Salvador, Bahia. Opera no canal 10.3 (24 UHF digital) e é afiliada da TVT. Pertence a Organização Filhos do Mundo, em parceria com o Instituto de Radiodifusão Educativa da Bahia (IRDEB), que também mantém a TVE Bahia. No ar desde 20 de novembro de 2016, surgiu por meio do projeto Canal da Cidadania. Além de exibir produções locais, também retransmite os programas da TVT.

## História
Em junho de 2014, o Instituto de Radiodifusão Educativa da Bahia (IRDEB), solicitou ao Ministério das Comunicações uma outorga para trazer a Salvador o projeto "Canal da Cidadania", que tem uma proposta de um canal aberto que exibe produções locais feitas pelos cidadãos e foi decretado em 2012. Foi feito um seminário para a apresentação do projeto a Organização Filhos do Mundo e outras instituições, que participaram da solicitação do projeto ao Ministério das Comunicações.
Em maio de 2016, a concessão de operação na faixa 2 do canal 10 virtual de Salvador foi outorgada para a Filhos do Mundo. A implantação da emissora durou 6 meses.
A inauguração da TV Kirimurê foi realizada no dia 20 de novembro de 2016, e ocorreu ao vivo ás 14 horas no Salvador Norte Shopping, no bairro de São Cristovão, em Salvador. Foi apresentada por Bertrand Duarte, Pretha Sousa e Pedro Albuquerque. O nome "Kirimurê" significa "Grande mar aberto dos Tupinambás".
Em 28 de fevereiro de 2021, a emissora passou a operar no canal 10.3 virtual, cedendo o espaço do canal 10.2 ao Canal Educa Bahia, canal educativo do Governo do Estado da Bahia.

## Programas
Além de retransmitir a programação da TVT, a emissora também exibe programas independentes feitos por cidadãos e os programas:
- Afroinfância: Infantil, com Caroline Adesewa;
- Boletim UNEB: Informativo sobre a UNEB;
- Conversa de Preta: Empoderamento feminino, com Dina Lopes;
- Economia Solidária Acontece: Economia, com Dina Lopes;
- Escutaê Comunidade: Entrevistas, com Adriana Santos;
- Hip Hop Vai Além: Musical, com Negro Davi;
- Kirimurê em Cantos: Musical, com Geovanna Costa;
- O Menu: Culinária, com Roberta Modesto;
- Outras Vozes: Debates, com Fábio Cóssio;
- Nerds do Brasil: Entrenimento, com Guilherme Lacerda, Paulo Ricardo e Tiago Simas;
- No Paladar: Variedades, com Rita Brandão;
- Periferia de Sucesso: Variedades, com Fabrício Cumming;
- Voz do Povo! Bahia: Jornalístico, com "Dragão Marinho";
- TV UNEB na Kirimurê: Variedades, com Icaro Rebouças e Munike Lunar;

Diversos outros programas compuseram a grade da emissora, e foram descontinuados:
- 3° Setor Revista
- Candomblé e seus Caminhos
- Conexões
- Catado de Cultura
- Degrau de Cultura
- Escutaê
- Fala Preta
- Me Despache!
- Mosaico Esportivo
- No Paladar
- Programa de Mãe
- Simões Filho no Ar
- Tô Dentro